# Arctotheca
Arctotheca es un género de plantas perteneciente a la familia Asteraceae. Comprende 14 especies descritas y de estas, solo 5 aceptadas. Es originario del sudoeste de África.

## Taxonomía
El género fue descrito por Johan Wendland y publicado en Botanische Beobachtungen 41. 1798.
Etimología
Arctotheca: nombre genérico que deriva de las palabras griegas:
arktos = "oso pardo" y theke = "caso, cápsula, recipiente"", alusivo al denso y lanudo tomento de las cipselas de algunas especies.

## Especiesaceptadas
A continuación se brinda un listado de las especies del género Arctotheca aceptadas hasta junio de 2012, ordenadas alfabéticamente. Para cada una se indica el nombre binomial seguido del autor, abreviado según las convenciones y usos.

## Especies
- Arctotheca calendula (L.) Levyns
- Arctotheca forbesiana (DC.) K.Lewin
- Arctotheca marginata Beyers
- Arctotheca populifolia (P.J.Bergius) Norl.
- Arctotheca prostrata (Salisb.) Britten